# Jhojan García
Pour les articles homonymes, voir García.
García  Sosa est un nom espagnol. Le premier nom de famille, en général paternel, est García ; le second, en général maternel, souvent omis, est Sosa.
Jhojan Orlando García Sosa, né le 10 janvier 1998 à Bogota, est un coureur cycliste colombien.

## Biographie
Il est un cousin d'Iván Sosa, également coureur cycliste professionnel.

## Palmarès et résultats

### Palmarès par année
- 2014
  - Tour de Colombie cadets :
    - Classement général
    - 4e étape
- 2016
  - Classement général du Tour de Colombie juniors
- 2018
  - 3e de la Vuelta al Valle del Cauca
- 2019
  - 3e étape de la Vuelta al Valle del Cauca (contre-la-montre)
  - 2e du championnat de Colombie sur route espoirs
  - 2e du championnat de Colombie du contre-la-montre espoirs
  - 2e de la Vuelta al Valle del Cauca

### Résultats sur les grands tours

#### Tour d'Espagne
1 participation
- 2020 : 71e

### Classements mondiaux
| Année                                 | 2017  | 2018  | 2019 | 2020  | 2021 |
| ------------------------------------- | ----- | ----- | ---- | ----- | ---- |
| Classement mondial                    | 2709e | 1765e | 838e | 1491e | 348e |
| UCI Europe Tour                       | 1669e | 1528e |      |       |      |
| UCI America Tour                      | nc    | nc    | 98e  | 135e  | 29e  |
|                                       |       |       |      |       |      |
| Légende : nc = non classéSource : UCI |       |       |      |       |      |